# Campeonato da Europa de Atletismo de 2012 - Salto em altura masculino
A prova do salto em altura masculino do Campeonato da Europa de Atletismo de 2012 foi disputada entre os dias 27 e 29 de junho de 2012 no Estádio Olímpico de Helsinque em Helsinque,  na Finlândia. 

## Recordes
Antes desta competição, os recordes mundiais e do campeonato nesta prova eram os seguintes:
|                       | Nome             | Nacionalidade | Altura  | Local      | Data                |
| --------------------- | ---------------- | ------------- | ------- | ---------- | ------------------- |
| Recorde mundial       | Javier Sotomayor | Cuba          | 2m 45cm | Salamanca  | 27 de julho de 1993 |
| Recorde do campeonato | Andrey Silnov    | Rússia        | 2m 36cm | Gotemburgo | 9 de agosto de 2006 |
| Recorde europeu       | Patrik Sjöberg   | Suécia        | 2m 42cm | Estocolmo  | 30 de junho de 1987 |

## Medalhistas
| Ouro                 | Prata                 | Bronze               |
| Robert Grabarz (GBR) | Raivydas Stanys (LTU) | Mickaël Hanany (FRA) |

## Cronograma
Todos os horários são locais (UTC+3).
| Data        | Hora  | Evento       |
| ----------- | ----- | ------------ |
| 27 de junho | 18:10 | Qualificação |
| 29 de junho | 18:40 | Final        |

## Resultados

### Qualificação
Qualificação: Desempenho de 2.28 m (Q) ou os 12 melhores qualificados (q).
| Posição | Grupo | Atleta               | Nacionalidade | 2.00 | 2.10 | 2.15 | 2.19 | 2.23 | 2.26 | Resultados | Notas                |
| ------- | ----- | -------------------- | ------------- | ---- | ---- | ---- | ---- | ---- | ---- | ---------- | -------------------- |
| 1       | B     | Raivydas Stanys      | Lituânia      | –    | o    | o    | o    | o    | o    | 2.26       | q,                   |
| 2       | A     | Sergey Mudrov        | Rússia        | –    | o    | o    | xo   | xo   | o    | 2.26       | q,                   |
| 3       | B     | Robert Grabarz       | Grã-Bretanha  | –    | –    | –    | o    | o    | xxx  | 2.23       | q                    |
| 3       | A     | Jaroslav Bába        | Chéquia       | –    | –    | o    | o    | o    | xx–  | 2.23       | q                    |
| 3       | A     | Mickaël Hanany       | França        | –    | o    | o    | o    | o    | xx–  | 2.23       | q                    |
| 6       | A     | Mihai Donisan        | Roménia       | –    | o    | o    | xo   | o    | xxx  | 2.23       | q                    |
| 7       | A     | Michal Kabelka       | Eslováquia    | –    | o    | o    | xxo  | o    | xx–  | 2.23       | q,                   |
| 8       | B     | Gianmarco Tamberi    | Itália        | –    | o    | xxo  | xo   | o    | xx–  | 2.23       | q                    |
| 9       | B     | Bohdan Bondarenko    | Ucrânia       | –    | –    | o    | o    | xo   | xxx  | 2.23       | q                    |
| 10      | A     | Szymon Kiecana       | Polónia       | –    | o    | xo   | o    | xo   | xxx  | 2.23       | q                    |
| 10      | A     | Samson Oni           | Grã-Bretanha  | –    | –    | xo   | o    | xo   | xxx  | 2.23       | q                    |
| 12      | B     | Eike Onnen           | Alemanha      | –    | xo   | o    | o    | xxo  | xxx  | 2.23       | q                    |
| 13      | B     | Fabrice Saint-Jean   | França        | –    | –    | –    | xxo  | xxo  | xxx  | 2.23       |                      |
| 13      | B     | Andriy Protsenko     | Ucrânia       | –    | o    | xo   | xo   | xxo  | xxx  | 2.23       |                      |
| 15      | B     | Miguel Ángel Sancho  | Espanha       | o    | o    | xo   | o    | xxx  |      | 2.19       |                      |
| 16      | A     | Dmitry Kroyter       | Israel        | –    | o    | o    | xo   | xxx  |      | 2.19       |                      |
| 16      | B     | Konstadinos Baniotis | Grécia        | –    | –    | o    | xo   | xxx  |      | 2.19       |                      |
| 18      | B     | Osku Torro           | Finlândia     | –    | –    | xo   | xo   | xxx  |      | 2.19       |                      |
| 19      | B     | Peter Horák          | Eslováquia    | o    | o    | xo   | xxo  | xxx  |      | 2.19       |                      |
| 20      | A     | Dmytro Dem'yanyuk    | Ucrânia       | –    | xxo  | –    | xxo  | xxx  |      | 2.19       |                      |
| 21      | A     | Rožle Prezelj        | Eslovênia     | –    | o    | o    | xxx  |      |      | 2.15       |                      |
| 21      | A     | Viktor Ninov         | Bulgária      | –    | –    | o    | xxx  |      |      | 2.15       | Recorde da temporada |
| 21      | A     | Silvano Chesani      | Itália        | –    | o    | o    | xxx  |      |      | 2.15       |                      |
| 21      | A     | Kyriakos Ioannou     | Chipre        | –    | –    | o    | –    | xxx  |      | 2.15       |                      |
| 25      | B     | Karl Lumi            | Estónia       | o    | o    | xo   | xxx  |      |      | 2.15       |                      |
| 26      | A     | Simón Siverio        | Espanha       | –    | o    | xxo  | xxx  |      |      | 2.15       |                      |
| 27      | B     | Marius Dumitrache    | Roménia       | o    | xo   | xxo  | xxx  |      |      | 2.15       |                      |
| 28      | A     | Tom Parsons          | Grã-Bretanha  | –    | o    | xxx  |      |      |      | 2.10       |                      |
| 28      | A     | Zurab Gogochuri      | Geórgia       | o    | o    | xxx  |      |      |      | 2.10       |                      |
| 30      | B     | Olivér Harsányi      | Hungria       | o    | xxo  | xxx  |      |      |      | 2.10       |                      |
| 30      | B     | Dragutin Topić       | Sérvia        | o    | xxo  | x    |      |      |      | 2.10       |                      |
| 32      | B     | Eugenio Rossi        | San Marino    | xxo  | xxx  |      |      |      |      | 2.00       |                      |

### Final
| Posição           | Atleta            | Nacionalidade | 2.15 | 2.20 | 2.24 | 2.28 | 2.31 | 2.33 | Resultados | Notas                |
| ----------------- | ----------------- | ------------- | ---- | ---- | ---- | ---- | ---- | ---- | ---------- | -------------------- |
| Medalha de ouro   | Robert Grabarz    | Grã-Bretanha  | –    | –    | o    | o    | xo   | xxx  | 2.31       |                      |
| Medalha de prata  | Raivydas Stanys   | Lituânia      | o    | xxo  | o    | xo   | xo   | xxx  | 2.31       | Recorde pessoal      |
| Medalha de bronze | Mickaël Hanany    | França        | o    | o    | o    | xxo  | xx   |      | 2.28       |                      |
| 4                 | Sergey Mudrov     | Rússia        | o    | o    | xo   | xxo  | xxx  |      | 2.28       | Recorde da temporada |
| 5                 | Gianmarco Tamberi | Itália        | o    | o    | o    | xxx  |      |      | 2.24       |                      |
| 6                 | Michal Kabelka    | Eslováquia    | o    | xo   | o    | xxx  |      |      | 2.24       | Recorde pessoal      |
| 6                 | Szymon Kiecana    | Polónia       | o    | xo   | o    | xxx  |      |      | 2.24       |                      |
| 8                 | Jaroslav Bába     | Chéquia       | o    | o    | xo   | xx–  | x    |      | 2.24       |                      |
| 8                 | Mihai Donisan     | Roménia       | o    | o    | xo   | xxx  |      |      | 2.24       | =                    |
| 10                | Eike Onnen        | Alemanha      | o    | xo   | xxx  |      |      |      | 2.20       |                      |
| 11                | Bohdan Bondarenko | Ucrânia       | xo   | –    | xxx  |      |      |      | 2.15       |                      |
| 12 !              | Samson Oni        | Grã-Bretanha  | –    | xxx  |      |      |      |      | NM         |                      |

Legenda
| Recorde mundial       | Recorde mundial (World record)               |                       | Recorde africano                      | Recorde africano (African) |                                           | Q | Classificado por posição (Qualified) |
| Recorde do campeonato | Recorde do campeonato (Championship record)  | Recorde da América    | Recorde da América (Americas)         | q                          | Classificado por melhor tempo (Qualified) |   |                                      |
| Melhor marca do ano   | Melhor marca do ano (World leading)          | Recorde asiático      | Recorde asiático (Asian)              | DNS                        | Não largou (Did not start)                |   |                                      |
| Recorde nacional      | Recorde nacional (National record)           | Recorde europeu       | Recorde europeu (European)            | DNF                        | Não terminou (Did not finish)             |   |                                      |
| Recorde pessoal       | Recorde pessoal do atleta (Personal best)    | Recorde da Oceania    | Recorde da Oceania (Oceania)          | DSQ / DQ                   | Desclassificado (Disqualified)            |   |                                      |
| Recorde da temporada  | Recorde da temporada do atleta (Season best) | Recorde sul-americano | Recorde sul-americano (South America) | NM                         | Sem marca (No mark)                       |   |                                      |